# Історія сучасної Греції
Історія сучасної Греції — період історії Греції, який умовно бере відлік від початку грецької національно-визвольної боротьби проти османського панування 1821—1829 років та триває і нині.

## Друга світова війна

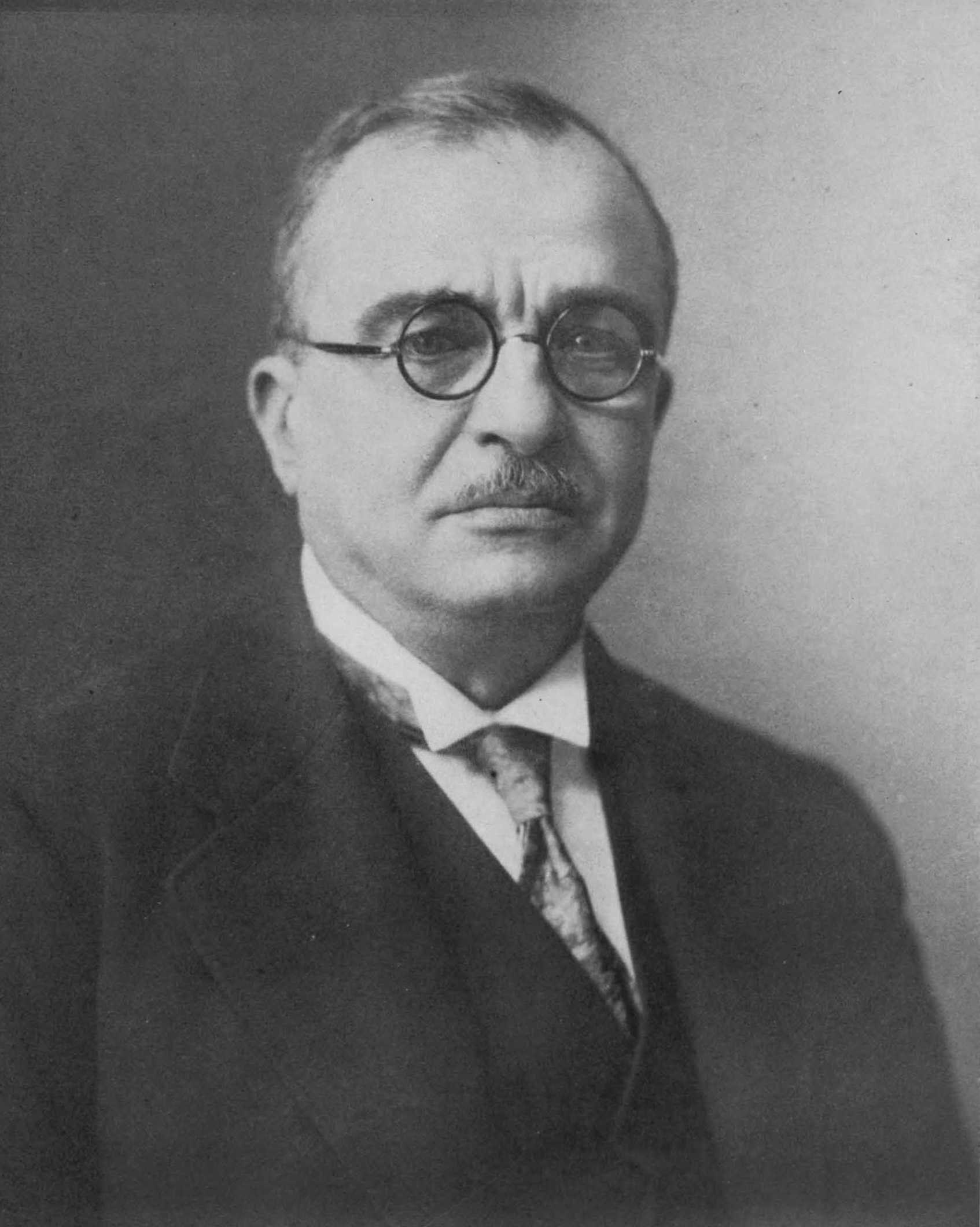
Грецький диктатор — генерал Іоанніс Метаксас

На початку Другої світової війни грецький уряд оголосив про свій нейтралітет. 28 жовтня 1940 року фашистська Італія пред'явила Греції ультиматум, в якому вимагала вільного допуску італійських військ на грецьку територію і поступки ряду важливих стратегічних пунктів і морських баз. Формальним приводом до військової кампанії, яка потім носила назву Італо-Грецька війна стало «опікування» італійською адміністрацією албанськими справами. Оскільки ще задовго до цих років на міжкордонні Албанії та Греції відбувалися суперечки через одну етнічну групу, що носила наймення чами — це були колишні вихідці з Албанії, які, асимілюючись в середовищі середньовічного Епіру, створили певний суб-етнос, близький як до албанців так й до греків. Тому ця етнічна група часто ставала «розмінною монетою» в албано-грецьких стосунках (якщо албанці визнавали їх за суб-етнос, то греки навіть не хотіли чути їх етнічні прохання), цього разу проблемами цього етносу (так званою Чамерією) скористалися італійці, які під формальним приводом захисту етнічно близьких до албанців територій/народів — ввели свої війська на північному сході Греції (де компактно мешкала ця етнічна група)
Втім Іоанніс Метаксас рішуче відкинув ультиматум Муссоліні, усвідомлюючи, що наражає країну на напад фашистів. У той же день італійські війська вдерлися на територію Греції, але внаслідок оперативним та рішучим діям греків це вторгнення вдалося стримати, а пізнішим контрнаступом відкинути італійців за межі країни і з тих пір, з 1942 року, країна святкувала 28 жовтня як загальнонаціональне свято — День Охі.

## Режим полковників
25 листопада 1973 року після кривавого придушення повстання студентів Афінської Політехніки, прихильник жорсткого курсу, Дімітріос Іоаннідіс намагався скинути Пападопулоса та зміцнити режим диктатури, незважаючи на народні хвилювання викликали повстання. Спроба Іонідіса в липні 1974 року відсторонити від влади архієпископа Макаріоса, який обіймав посаду Президент Кіпру, поставила Грецію на межу війни із Туреччиною, яка захопила Кіпр і окупувала частину острова. Втім режим полковників за таких обставин виявився абсолютно безпорадним. Вже 23 липня під загрозою наближення до Афін армійського корпусу хунта була вимушена передати управління державою цивільному уряду.

## Третя республіка
Після повалення військової хунти 19 червня 1975 року було прийнято нову Конституцію Греції, в країну з Парижа повернувся попередній прем'єр-міністр Константінос Караманліс, а за результатами всенародного референдуму монархію було скасовано. Парламент Греції обрав Президентом Греції Константіноса Цацоса, і Греція врешті стала парламентською республікою. На противагу Новій демократії Караманліса Андреас Папандреу заснував ПАСОК, ці партії і нині залишаються найпотужнішими в країні.
У травні 1980 року прем'єр-міністр Константінос Караманліс змінив Цасова на посту Президента країни, новим прем'єр-міністром був обраний Георгіос Ралліс. 1 січня 1981 року Греція стала 10-м членом Європейського співтовариства (нині Європейський Союз). На парламентських виборах, що відбулися 18 жовтня 1981 року, Греція вперше надала перевагу соціалістам, віддавши більшість голосів за Всегрецький соціалістичний рух (ПАСОК), очолюваний Андреасос Папандреу. ПАСОК здлобув 172 з 300 місць у парламенті, сформувавши згодом уряд. 29 березня 1985 року прем'єр-міністр Папандреу відмовився підтримати президента Караманліса на другий термін, новим президентом став суддя Верховного Суду Христос Сардзетакіс.
1989 року парламентські вибори у Греції відбулись двічі, двічі була сформована слабка коаліція. Вже 8 квітня 1990 року відбулись нові вибори, на яких перемогла Нова демократія на чолі із Константіносом Міцотакісом, що отримала 150 місць у парламенті. Втім розкол між Міцотакісом і його міністром закордонних справ Антонісом Самарасом у 1992 році призвів до відставки Самараса і в кінцевому підсумку падіння уряду Нової демократії. На нових виборах у вересні 1993 року, Андреас Папандреу повернувся до влади.
17 січня 1996 після тривалої хвороби, Папандреу пішов у відставку і був замінений на посту прем'єр-міністра колишнім міністром торгівлі і промисловості Костасом Сімітісом. Впродовж кількох днів новий прем'єр-міністр мав подолати греко-турецьку кризу, що розгорнулась навколо острова Іміа. Вдала політика Сімітіса допомогла йому бути переобраним на виборах 1996 і 2000 роках. У 2004 році Сімітіс пішов у відставку, його наступником на посаді лідера ПАСОК Георгіос Папандреу молодший. На виборах у березні 2004 року ПАСОК зазнала поразки від Нової демократії, очолюваної Костасом Караманлісом, племінником колишнього президента. Уряд призначив дострокові вибори у вересні 2007 року, за результатами яких Нова демократія знову була партією більшості в парламенті.
2 вересня 2009 року Костас Караманліс звернувся із запитом до Президента Каролоса Папульяса розпустити парламент. Грецький парламент був розпущений, нові парламентські вибори, призначені на 4 жовтня 2009 року, принесли перемогу ПАСОК.

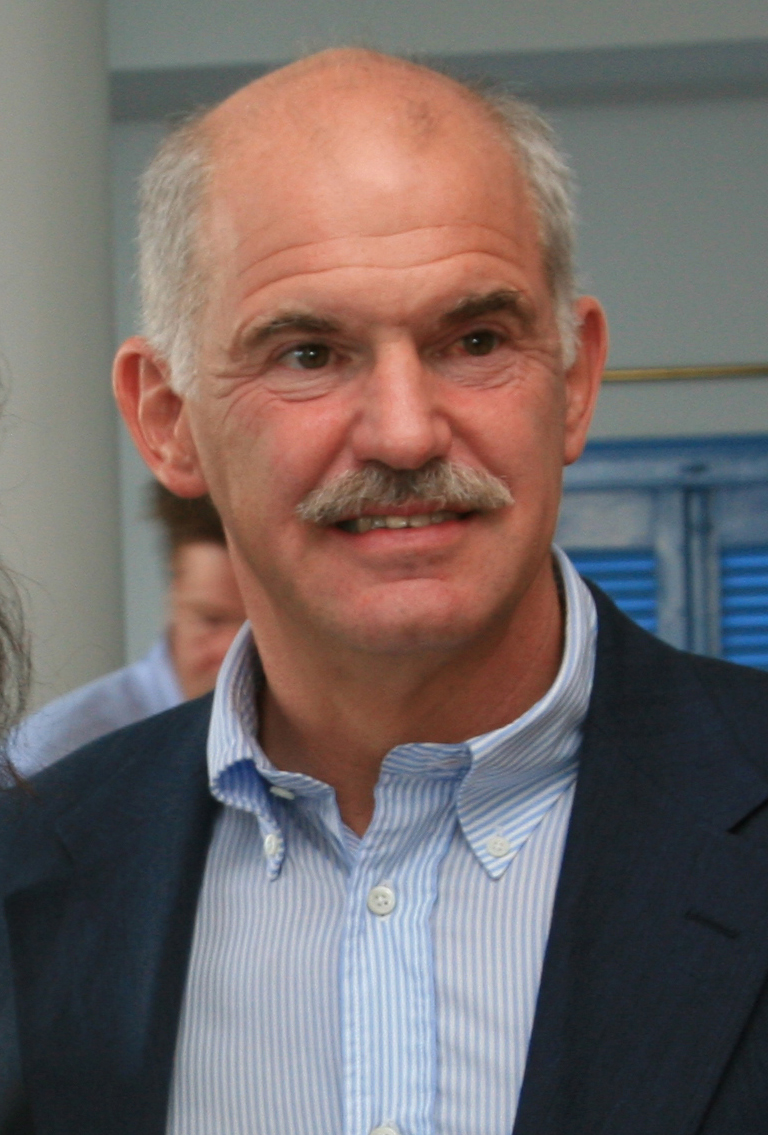
Георгіос Папандреу — чинний прем'єр-міністр, лідер ПАСОК
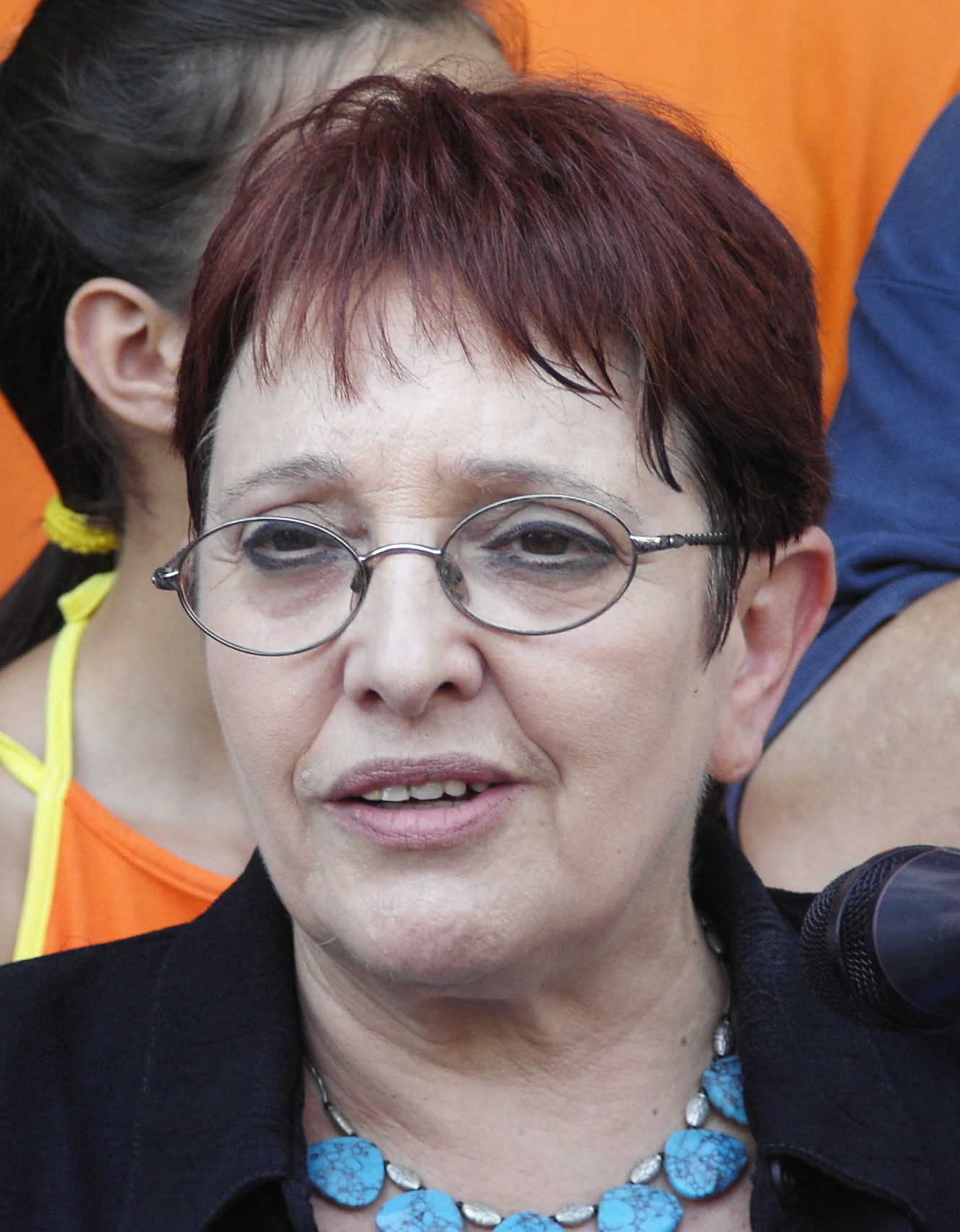
Алека Папаріга, лідер Компартії Греції
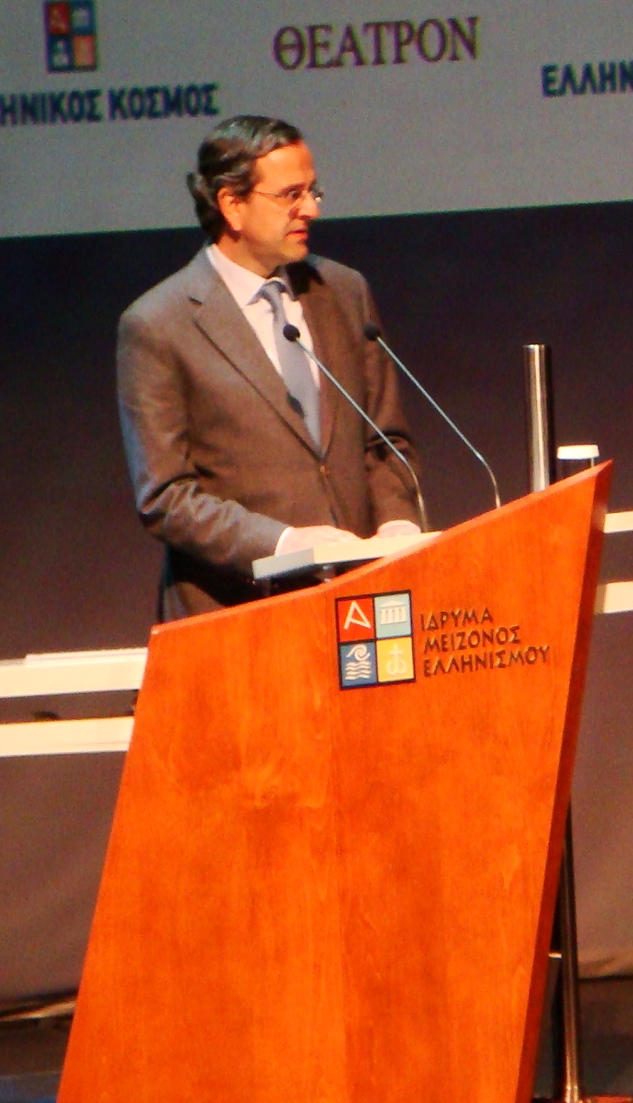
Антоніс Самарас, лідер Нової демократії

На спеціальному засіданні грецького парламенту 3 лютого 2010 року Каролоса Папульяса переобрали президентом країни на другий п'ятирічний термін. «За» проголосували 266 депутатів від правлячої партії «Всегрецький соціалістичний рух», головної опозиційної партії «Нова демократія» і правої націоналістичної партії ЛАОС. 32 парламентарії від Компартії і Коаліції радикальних лівих сил Греції утрималися. Папульяс був єдиним кандидатом на посаду президента.
Важким випробування для уряду Йоргоса Папандреу стала боргова криза 2010 року. Задля порятунку економіки та в обмін на фінансову допомогу ЄС та МВФ уряд прийняв програму жорсткої економії, що викликало хвилю страйків та масових акцій протесту. В результаті зіткнень з поліцією постраждали десятки мітингуючих, останні ж закидували поліцейських пляшками із запальною сумішшю та камінням. 5 травня 2010 року протест переріс у масові заворушення, в багатьох грецьких містах протестуючі вдались до вандалізму, в Афінах внаслідок підпалу загинули 3 особи.